# Spectro-imageur
Un spectro-imageur, spectromètre imageur ou spectrographe imageur est un instrument optique permettant de faire à la fois de la spectroscopie et de l'imagerie. Les spectro-imageurs sont souvent des instruments complexes mais très polyvalents ; ils peuvent être utilisés à partir du sol, d'avions ou de satellite, par exemple pour repérer et quantifier les émissions de méthane des décharges ou de l'industrie pétrogazière.

## Dans les observatoires
À l'Observatoire européen austral, les spectro-imageurs en fonction sont :

### Spectro-imageurs à l'Observatoire de La Silla
- EMMI -- spectro-imageur dans le domaine visible (installé au New Technology Telescope - déclassé en mars 2008).
- SOFI -- spectro-imageur dans le domaine du proche infrarouge (0,7-5 μm, installé au New Technology Telescope).
- EFOSC2 -- spectro-imageur dans le domaine visible (installé au télescope de 3,6 mètres puis au NTT).
- TIMMI2 -- spectro-imageur dans le domaine de l'infrarouge thermique (5-30 μm, installé au télescope de 3,6 m - déclassé en septembre 2006).

### Spectro-imageurs auTrès Grand Télescope(VLT)
- ISAAC -- spectro-imageur dans le domaine du proche infrarouge (déclassé en décembre 2013).
- FORS1/2 -- spectro-imageurs dans le domaine visible.
- VIMOS -- spectro-imageur dans le domaine visible.
- VISIR -- spectro-imageur dans le domaine de l'infrarouge thermique.